# フランソワ・マッカンダル

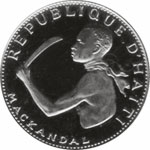
マッカンダルの横顔が刻まれた20グールド硬貨（1968年発行）

フランソワ・マッカンダル（François Mackandal, 1758年没）は、ハイチのマルーンの最も有名な指導者の一人。マカンダルとも表記される。マルーンは主に、プランテーションから逃亡し山地や丘陵地帯で生き存え、ほかの元奴隷たちと結集し共同体を形成していた黒人奴隷のことを指す。マッカンダルは、ハイチのプランテーションの逃亡奴隷であり、ブードゥー教の司祭、ウンガン (houngan) であった。彼はマルーンを、島のフランス人農園主の対抗勢力に導いた。
フランソワ・マッカンダルと彼の支持者たちは、6年間ゲリラ活動をつづけ、毒薬と大農園への襲撃を通じて、約6,000人以上の白人を殺害したと伝えられている。
ジャン・ロゴジンスキによれば、マッカンダルは異なるマルーンの一団を団結させ、まだ大農園にいる奴隷たちの秘密組織のネットワークを作り出す能力を持ったカリスマ的指導者だった、という。島の農園主と奴隷所有者の多くは、マッカンダルが全ての白人を、毒の使用とその恐怖を通じて植民地から追いやろうと計画したと、信じていた。
1758年、マッカンダルは部下の裏切りにより捕らえられ、カプ＝フランソワ（Cap-Français - 現在のカパイシャン (Cap-Haïtien) ）の広場で生きたまま焼かれた。
マッカンダルの最もよく知られた肖像の一つに、アレホ・カルペンティエルのマジックリアリズムの小説、『この世の王国』（1949年）がある。